# Ойлеров диск
Ойлеровият диск е научна образователна играчка, която се използва за илюстриране и изучаване на динамичната система на въртящ се диск върху плоска повърхност (например въртяща се монета), и е бил обект на редица научни трудове. Апаратът е известен с привидно парадоксалното си и драматично ускоряване скоростта на въртене, докато дискът губи енергия и спира въртежа си. Явлението е кръстено на швейцарския физик Леонард Ойлер, който го изучава през XVIII век.

## Елементи и употреба
Играчката се състои от тежък, дебел, хромиран стоманен диск и твърда, леко вдлъбната огледална база. Включени холографски магнитни стикери могат да бъдат приложени към диска, за да се подобри визуалният ефект на въртенето, но тези добавки са строго декоративни. Завъртян върху плоска повърхност, дискът бавно напредва към различни нива и видове движения преди да спре напълно – нивото на прецесия по оста на симетрия на диска се ускорява, когато той се върти надолу. Твърдото огледало се използва за осигуряване на подходяща повърхност с ниско триене. То е с лека вдлъбнатина, която не позволява на диска да се отклони от повърхността.
Обикновено завъртане на монета върху маса, както с всеки диск, завъртян върху относително плоска повърхност, показва същия вид движение, но обикновено с по-ограничена продължителност преди да спре.